# Wetlina
Wetlina – wieś w Polsce położona w województwie podkarpackim, w powiecie leskim, w gminie Cisna. Leży nad potokiem Wetlina, na granicy Ciśniańsko-Wetlińskiego Parku Krajobrazowego z Bieszczadzkim Parkiem Narodowym, przy drodze wojewódzkiej nr 897.
Nazwa miejscowości pochodzi od rodzaju wierzby „wetlyny”. Wieś należała do posiadłości rodu Kmitów.
Wieś prawa wołoskiego w latach 1551–1600, położona w ziemi sanockiej województwa ruskiego. W latach 1975–1998 miejscowość administracyjnie należała do województwa krośnieńskiego.

## Części wsi
| SIMC    | Nazwa       | Rodzaj    |
| ------- | ----------- | --------- |
| 0347933 | Stare Sioło | część wsi |

## Historia
Wieś lokowana na prawie wołoskim. Do 1553 Wetliną władał Piotr Kmita Sobieński, a po jego śmierci – bezdzietna wdowa Barbara Kmita z Herburtów. Po śmierci Barbary w 1580 wieś przejął jej brat, Stanisław Herburt.
W połowie XIX wieku właścicielem posiadłości tabularnej Wetlina był Ksawery hr. Krasicki.
W okresie międzywojennym wieś w powiecie leskim województwa lwowskiego. W miejscowości stacjonowała placówka Straży Granicznej I linii „Wetlina”.
25 września 1944 wieś została zajęta przez wojska radzieckie. Do 1945 zamieszkana przez Bojków. W 1945 w wyniku walk żołnierzy LWP z UPA zginęło 12 mieszkających tutaj Polaków i Ukraińców. Wieś spłonęła, a ludność została wysiedlona. Zasiedlana ponownie na przełomie lat 50/60 XX w. Pierwszymi nowymi osadnikami byli pracownicy leśni oraz oo. bernardyni.
Wieś położona jest nieopodal źródła Wetlinki, będącej prawobrzeżnym dopływem rzeki Solinki. Od zachodu i południa otoczona jest szczytami górskimi Jawornik, Paportna (1198 m n.p.m.), od północy ciągnie się Połonina Wetlińska ze szczytem Roh (1255 m n.p.m.).
W Wetlinie znajdowała się największa cerkiew w Karpatach – pięciokopułowa na planie krzyża. Dziś na jej miejscu znajduje się kościół rzymskokatolicki.
We wsi został ustanowiony pomnik żołnierzy WOP, którzy zginęli w walkach z oddziałami UPA.
Miejscowość jest siedzibą Stowarzyszenia Rozwoju Wetliny i Okolic, które w dolinie Wetlinki wytyczyło ścieżkę historyczną przebiegającą przez tereny nieistniejących wsi Jaworzec, Łuh i Zawój, otwartą 14 czerwca 2012. Od 2013 wydaje ono corocznie Czasopismo Historyczno-Krajoznawcze „Bieszczady Odnalezione”, nawiązujące nazwą do wspomnianej wyżej ścieżki historycznej i zawierające m.in. kilkuczęściową monografię Wetliny czy opracowanie dziejów bieszczadzkich kolejek wąskotorowych. Redaktorem naczelnym pisma jest Zbigniew Maj. W gronie autorów zamieszczanych tekstów znajdują się m.in.: Andrzej Pelisiak, Piotr Kotowicz, Łukasz Bajda, Szymon Modrzejewski i Marcin Glinianowicz.
We wsi znajduje się rzymskokatolicki kościół drewniany pw. Miłosierdzia Bożego z 1979. W latach 2012–2017 obok świątyni drewnianej zbudowano murowany kościół pw. św. Jana Pawła II.

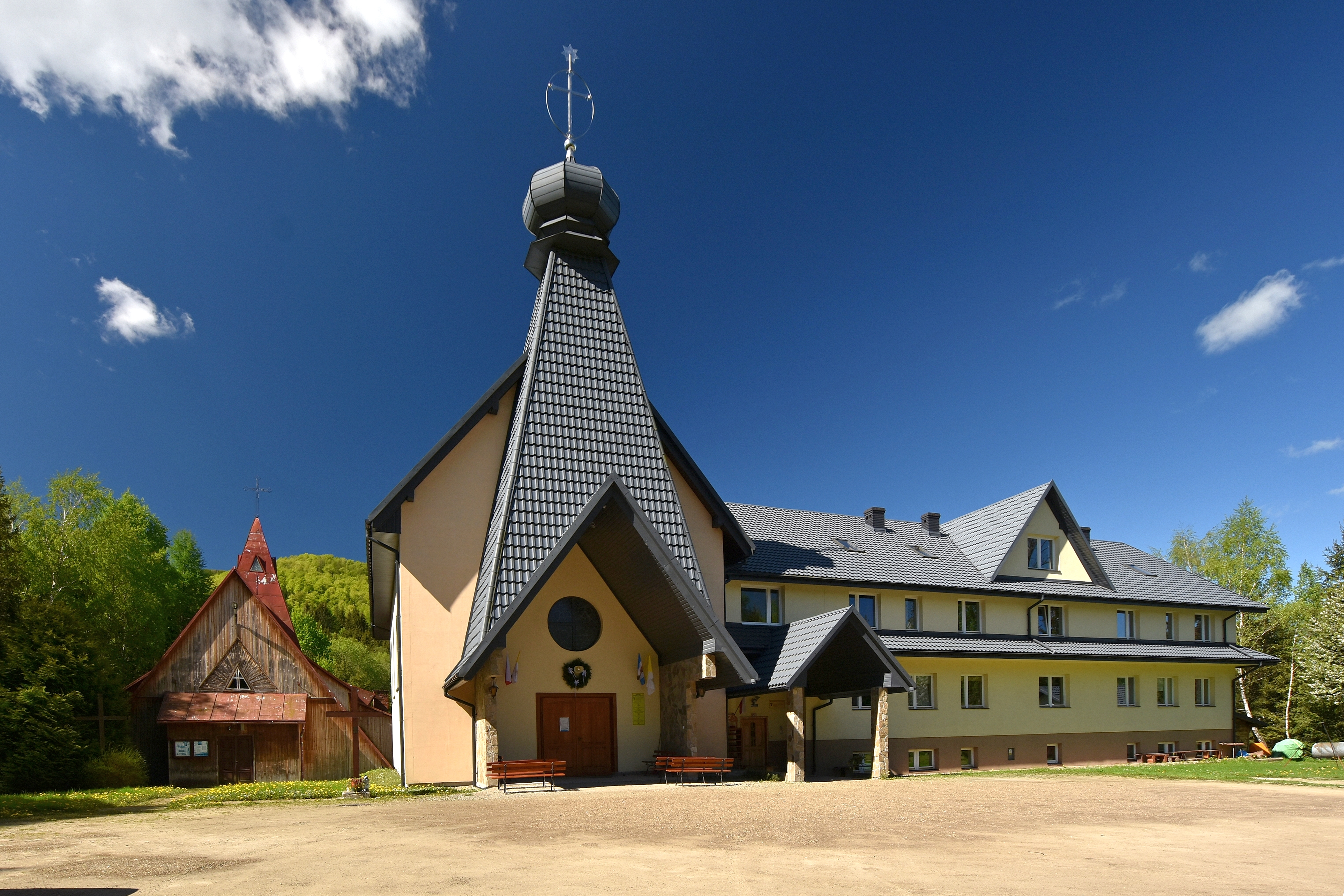
Kościoły w Wetlinie (2021)
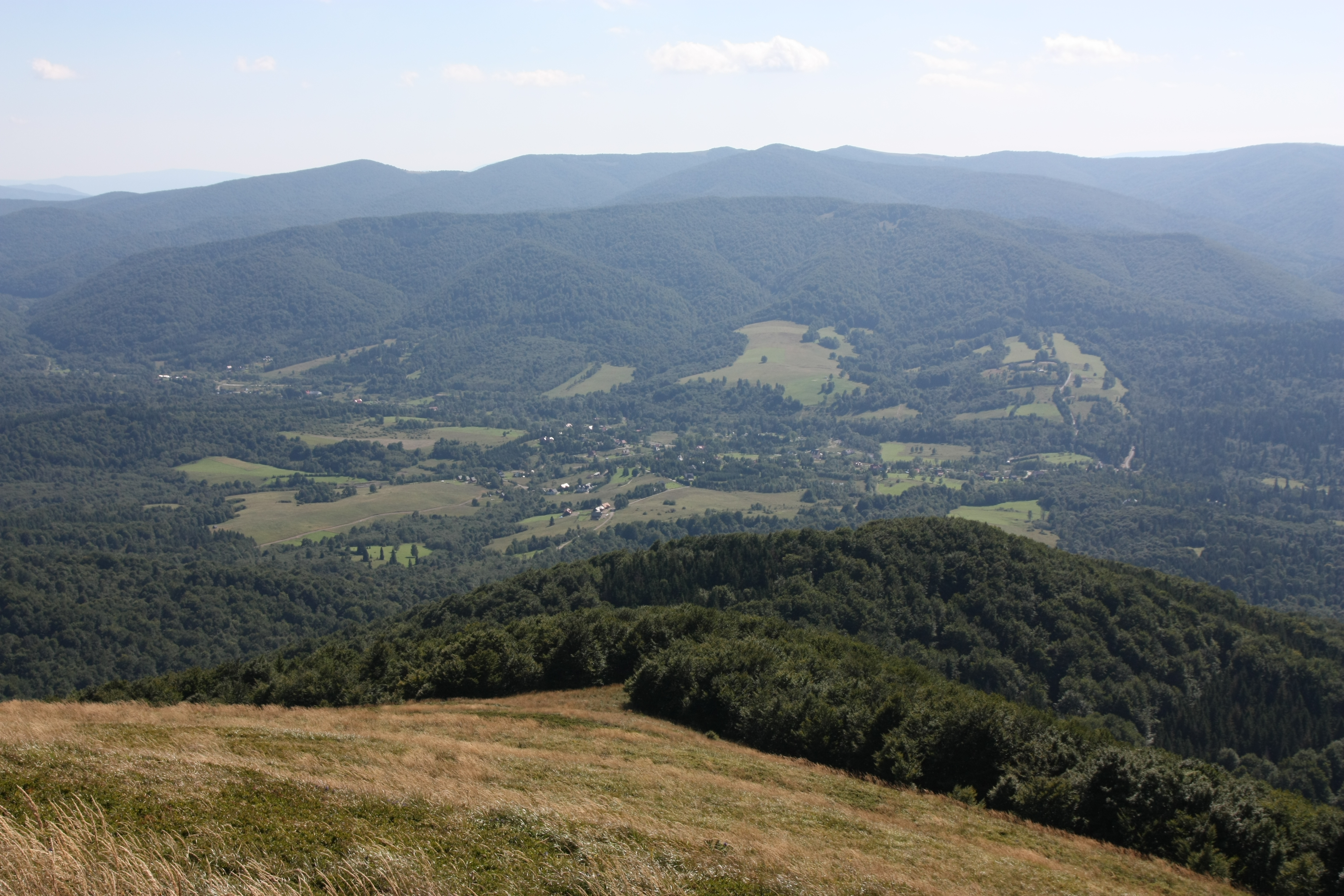
Widok na Wetlinę ze Smereka
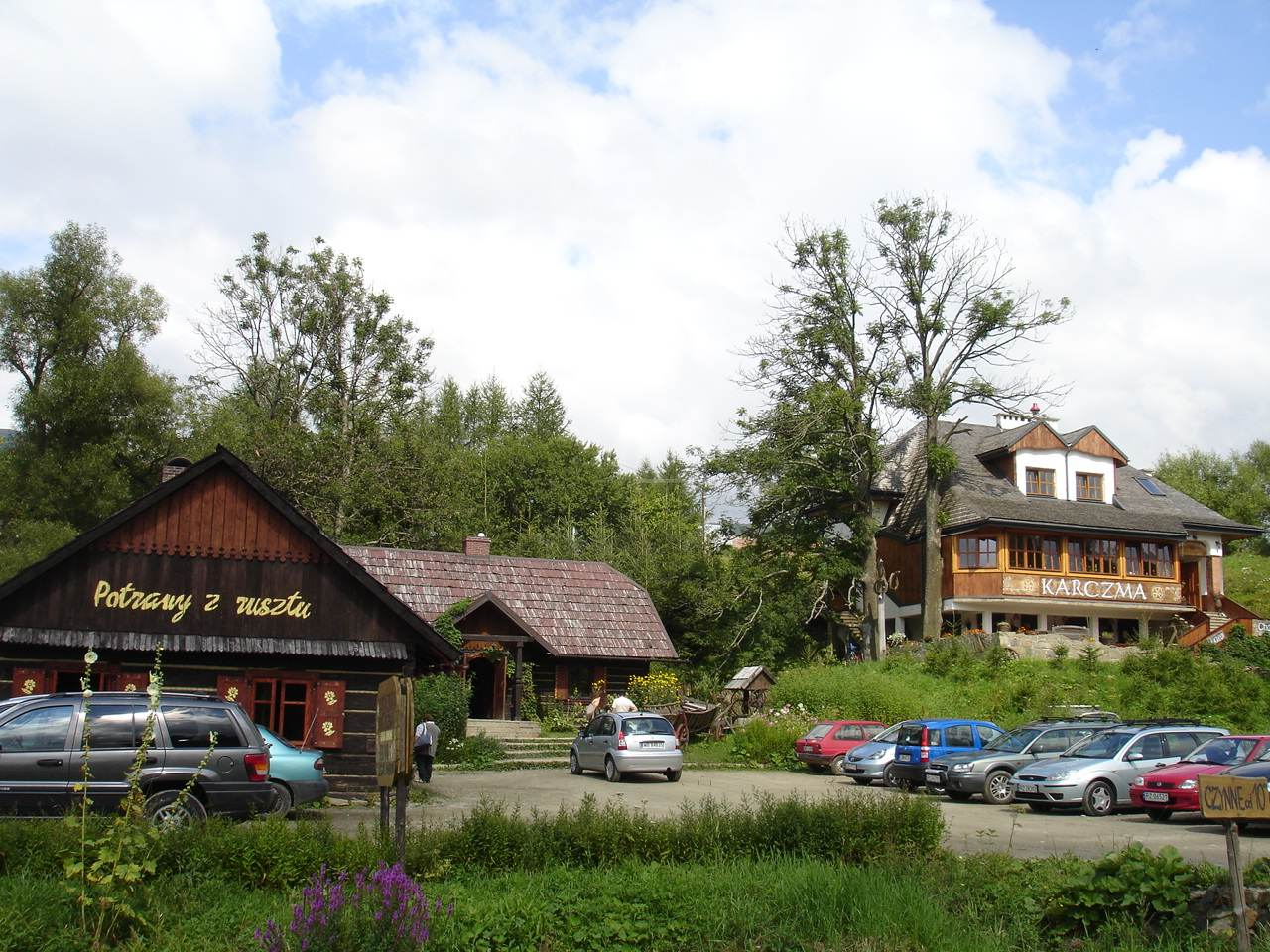
Wetlina (2007)

## Turystyka
Wetlina stanowi jedną z głównych bieszczadzkich baz turystycznych. Przez wieś biegnie nieczynny odcinek Bieszczadzkiej Kolejki Leśnej. W 2006 wokół Wetliny wytyczonych zostało ok. 20 km narciarskich tras biegowych. We wsi znajduje się Dom Wypoczynkowy PTTK, Schronisko Młodzieżowe oraz jeden hotel, wiele pensjonatów i kilka lokali gastronomicznych.
Do 2005 roku w Górnej Wetlinie odbywał się Festiwal Sztuk Różnych „Bieszczadzkie Anioły”. W 2006 roku przeniesiono go do Dołżycy k. Cisnej. W 2010 roku w Wetlinie, Ciśnie i Dołżycy zorganizowano pierwszą edycję Bieszczadzkich Spotkań ze Sztuką „Rozsypaniec”, będących kontynuacją festiwalu „Bieszczadzkie Anioły”.
Od 2003 roku w każde wakacje odbywa tu się Festiwal „Jazz w Starym Siole” (zazwyczaj ok. 6 koncertów), a od maja 2007 odbywa się festiwal muzyki reggae.

### Szlaki turystyczne
- Wetlina (Stare Sioło) – Przełęcz M. Orłowicza – Suche Rzeki – Zatwarnica
- Wetlina (Stare Sioło) – Przełęcz M. Orłowicza – Smerek (szczyt) – Smerek (wieś)
- Wetlina (Stare Sioło) – Przełęcz M. Orłowicza – Połonina Wetlińska (schronisko PTTK „Chatka Puchatka”)
- Wetlina (Stare Sioło) – Przełęcz M. Orłowicza – Jaworzec (bacówka PTTK)
- Wetlina – Jawornik – Paportna – Riaba Skała
- Wetlina (kościół) – Jawornik – Paportna – Riaba Skała
- Wetlina – Dział – Mała Rawka – bacówka PTTK „Pod Małą Rawką” – Przełęcz Wyżniańska – Połonina Caryńska – Przysłup Caryński – schronisko studenckie „Koliba”
- Wetlina – Dział – Mała Rawka – Wielka Rawka – Ustrzyki Górne
- Wetlina (Górna Wetlinka) – Połonina Wetlińska (schronisko PTTK „Chatka Puchatka”)

## Demografia
- 1881 wieś liczyła 819 mieszkańców, własność większościowa należała do Stanisława hr. Konarskiego.
- 1921 – Wetlinę zamieszkiwało 805 osób (w 135 domach mieszkalnych):
  - 770 wyznania greckokatolickiego
  - 27 wyznania rzymskokatolickiego
  - 8 wyznania mojżeszowego
- 1991 – 296 osób
- 2004 – 307 osób

Cerkiew parafialna pw. św. Wielkiego Męczennika Dymitra (zbudowana w 1786), kolejna murowana pw. Chrystusa Króla (zbudowana w 1928)
Liczba wiernych:
- 1890 – 832
- 1918 – 1042
- 1938 – 1015